# Kościół Wszystkich Świętych w Poznaniu
Kościół Wszystkich Świętych w Poznaniu – znajdujący się na posesji ul. Grobla 1 (w sąsiedztwie placu Międzymoście) został wzniesiony w latach 1777–1783 według projektu i pod kierownictwem Antoniego Höhne jako ewangelicki kościół Świętego Krzyża.

## Historia
Protestanci pojawili się w Poznaniu w połowie XVI wieku. Zbudowali oni w mieście dwa zbory. Padły one ofiarą kilkukrotnych napaści aż w końcu w roku 1616 w końcu tłumy podburzone przez jezuitów doszczętnie zniszczyły budynki obu protestanckich zborów. Choć w mieście mieszkała społeczność ewangelików musieli oni spotykać się wyłącznie w domach prywatnych lub dojeżdżać do Swarzędza gdzie wykupiono dwa mieszkania z przeznaczeniem na nabożeństwa. W Poznaniu wznowienie kultu publicznego zezwolono dopiero w roku 1768
Budowę nowej świątyni protestanckiej rozpoczęto po tym, gdy w 1768 Sejm zezwolił protestantom na wznoszenie murowanych świątyń. Kamień węgielny położono 1 czerwca 1777, a świątynię poświęcono 5 marca 1786. Kościół wznoszono na podmokłym terenie którym niegdyś płynęła jedna z odnóg Warty, więc aby zapobiec zapadaniu się świątyni jej fundament stanowi ponad trzysta dębowych pali. Kłopoty finansowe sprawiły, że wnętrze ukończono dopiero w początkach XIX wieku. Latem 1845 w kościele kazanie wygłosił Jan Czerski, co było przyczyną rozruchów religijnych. Podczas powstania wielkopolskiego, w grudniu 1918, na wieży kościoła znajdowało się niemieckie gniazdo karabinu maszynowego, dość szybko zlikwidowane przez powstańców bez strat własnych. Podczas rozbijania tego punktu oporu okazało się, że ogniem kierował miejscowy pastor, którego aresztowano. W okresie II Rzeczypospolitej kościół należał do parafii przynależącej do superintendentury Poznań Ewangelickiego Kościoła Unijnego.
W 1945 kościół przejęli katolicy nadając mu obecne wezwanie, które niegdyś nosił nieistniejący już kościół znajdujący się w sąsiedztwie. Od 1 sierpnia 1945 funkcję organisty pełnił tu Stefan Stuligrosz i tutaj rozpoczął pracę ze swoim chórem. Początkowo świątynia należała do parafii św. Wojciecha. W 1956 abp Walenty Dymek zmienił go na kościół akademicki, w 1979 abp Jerzy Stroba powołał przy kościele oddzielny ośrodek duszpasterski, a 1 kwietnia 1981 osobną parafię.
Już wcześniej istniał w Poznaniu inny kościół pod wezwaniem Wszystkich Świętych, rozebrany w XIX w., a który położony był przy dzisiejszej ulicy Wszystkich Świętych. Został on zbudowany na początku XVIII w. na miejscu starszej budowli, zniszczonej podczas wojen szwedzkich.

## Architektura i wyposażenie
Kościół wzniesiono na planie prostokąta, przykrytego czterospadowym, krytym łupkiem dachem. Na frontowej fasadzie (zachodniej) znajdują się trzy portale z czego środkowy znajduje się w górującej nad kościołem wieży nakrytej czterospadowym, miedzianym dachem (bardzo podobne zwieńczenie wieży posiada zabytkowy kościół w Wierzbowej). Przed środkowym wejściem znajdują się figury świętych Piotra i Pawła. Do fasady wschodniej przylega zakrystia, w której wisi portret Stanisława Augusta Poniatowskiego ufundowany przez parafian z wdzięczności za ustanowienie swobód religijnych.
Wewnątrz świątyni znajduje się obecnie rzadko spotykane założenie centralne. Na środku znajduje się osiem filarów wytyczających obwód elipsy. Na nich wspiera się drewniana pseudokopuła, a między nimi biegną dwie kondygnacje empor. Niemal na środku znajduje się barokowy ołtarz w którym znajduje się obraz „Wieczerzy pańskiej” oraz figury czterech ewangelistów a powyżej płaskorzeźba „Zmartwychwstanie Pańskie”. Nad ołtarzem znajduje się chór. Na prawo od ołtarza znajduje się epitafium zasłużonego dla gminy ewangelickiej bankiera Goebella z 1776 roku.
Wystrój rzeźbiarski świątyni należy do poznańskiego rzeźbiarza Augustyna Schöpsa. Autorstwo rzeźbiarza można wykazać nie tylko na podstawie analizy porównawczej, ale również dokumentów odnalezionych w archiwach gminy św.Krzyża. Z dokumentów wiadomo, że w 1781 roku Augustyn Schöps wykonał niezachowane do dziś, rzeźby Cnót Boskich – Wiary, Nadziei i Miłości, a w 1788 roku dwie rzeźby apostołów (są to najprawdopodobniej rzeźby świętych Piotra i Pawła w portalu głównym). W 1785 roku wyrzeźbił 36 gipsowych kapiteli.
Cennym zabytkiem są organy zbudowane przez W. Sauera w 1869 roku, a rozbudowane przez J. Goebela w latach dwudziestych XX wieku. Doskonałe brzmienie w połączeniu z unikatową akustyką kościoła sprawiają, że odbywają się na nich koncerty. Jest to instrument dwuczęściowy: część piszczałek znajduje się w chórze nad ołtarzem, a część na lewej górnej emporze. Składają się z 65 głosów i niemal 4200 piszczałek obsługiwanych przez cztery manuały. Jasne i przestrzenne wnętrze świątyni utrzymane jest w stylu rokokowym z elementami empire.
Na zewnątrz kościoła znajdowała się okazała lipa – pomnik przyrody, a na narożniku ulic Mostowej i Grobli dawna pastorówka z przełomu XVIII i XIX wieku, obecnie podzielona na plebanię i pomieszczenia parafialne.